# ティーン・スパイ K.C.
『ティーン・スパイ K.C.』（ティーン・スパイ ケーシー、原題: K.C. Undercover）は、2015年から2018年にディズニー・チャンネルで放送されていたアメリカ合衆国のテレビドラマ。主演をゼンデイヤが務める。2015年1月に放送が始まり、2018年2月に最終第3シーズンが放送され、全81話で終了した。日本では2015年からディズニー・チャンネルで放送が始まり、2016年にはNHK Eテレでシーズン1が放送された。

## あらすじ
ハミルトン高校に通うケイシーは、ある日、会計事務所を経営すると言っていた両親から、自分達は国際平和のために活動するスパイであるという驚きの事実を知らされて、任務を手伝うように頼まれる。やがて、弟・アーニーやロボットの妹・ジュディもスパイ活動に加わり、クーパー家は普通の生活を送る反面、数々の極秘ミッションを遂行していく。

## 登場人物
ケイシー・クーパー（演：ゼンデイヤ、吹き替え：真壁かずみ）
本作の主人公。クーパー家の長女。ハミルトン高校に通う16歳。文武両道で、空手とダンスが得意。その能力の高さを買われて、両親も所属するスパイ組織の一員となる。明るい性格だが、恋愛には奥手で、男と話すとつい変なことを言ってしまう。
アーニー・クーパー（演：カミル・マクファデン、吹き替え：徳本恭敏）
クーパー家の長男で、ケイシーの弟。運動神経は鈍いが、パソコンに詳しくハッキングも得意。とても地味な性格で、家族以外に親しい人はいない。
クレイグ・クーパー（演：カディーム・ハーディソン、吹き替え：ふくまつ進紗）
クーパー家の家長で、ケイシーとアーニーの父親。頭脳明晰で優秀なスパイ。妻子を溺愛する。
キラ・クーパー（演：タミー・タウンゼンド、吹き替え：岡田恵）
クレイグの妻で、ケイシーとアーニーの母親。しっかり者。子供達の成長に期待する反面、心配することも。
ジュディ（演：トリニティ・ストーク、吹き替え：優希）
ケイシーたちが所属するスパイ組織が製作した少女型アンドロイド。設定年齢：10歳。表向きは、ケイシーとアーニーの義妹となっている。毒舌家。
マリサ・クラーク（演：ヴェロニカ・ダン、吹き替え：浅倉杏美）
ケイシーが通う高校の同級生で、ケイシーの親友でもある。天然ボケだが、外交的な性格。ファッションとパーティーが大好きで恋愛にも積極的。家がお金持ちなため、別荘も持っている。しかしシーズン3では彼氏と思うブラディに利用されたが…
ブレッド（演：ロス・バトラー、吹き替え：手塚ヒロミチ）
最優秀ジュニアスパイに選ばれたイケメン。自己中心的な性格。ケイシーに惹かれている模様。
ゴールドフェザー（演：ジェイミー・モイアー、吹き替え：山口眞弓）
クーパー家の関係者。わがままでクーパー家をいつも巻き込む。自分に自覚はないが声がスゴく大きい。

## サブタイトル
| シーズン | シーズン | 話数 | 話数 | 放送期間      | 放送期間      |
| シーズン | シーズン | 話数 | 話数 | 初回放送      | 最終回放送    |
| -------- | -------- | ---- | ---- | ------------- | ------------- |
|          | 1        | 29   | 29   | 2015年1月18日 | 2016年1月24日 |
|          | 2        | 26   | 26   | 2016年3月6日  | 2017年1月13日 |
|          | 3        | 26   | 26   | 2017年7月7日  | 2018年2月2日  |

### シーズン1
| #  | タイトル                                                            | プロダクションコード | 全米初放送日   |
| -- | ------------------------------------------------------------------- | -------------------- | -------------- |
| 1  | 家族はスパイ？！ "Pilot"                                            | 101                  | 2015年1月18日  |
| 2  | 妹ができた？！ "My Sister from Another Mother... Board"             | 102                  | 2015年1月25日  |
| 3  | 任務か？友情か？ "Give Me a 'K'! Give Me a 'C'!"                    | 103                  | 2015年2月8日   |
| 4  | ママとパパが行方不明 "Off the Grid"                                 | 106                  | 2015年2月15日  |
| 5  | 写真コンテスト "Photo Bombed"                                       | 104                  | 2015年3月1日   |
| 6  | 自信をなくしたケイシー "How K.C. Got Her Swag Back"                 | 108                  | 2015年3月8日   |
| 7  | 王子がうちにやってきた！ "Daddy's Little Princess"                  | 107                  | 2015年3月29日  |
| 8  | 宿題を取り戻せ！ "Assignment: Get That Assignment"                  | 118                  | 2015年4月6日   |
| 9  | 妄想スパイ "Spy-anoia Will Destroy Ya"                              | 105                  | 2015年4月19日  |
| 10 | 最高のジュニア・スパイ part1 "Double Crossed Part 1"                | 109                  | 2015年5月29日  |
| 11 | 最高のジュニア・スパイ part2 "Double Crossed Part 2"                | 110                  | 2015年5月29日  |
| 12 | 最高のジュニア・スパイ part3 "Double Crossed Part 3"                | 111                  | 2015年5月30日  |
| 13 | 最高のジュニア・スパイ part4 "Double Crossed Part 4"                | 112                  | 2015年5月31日  |
| 14 | 休暇を返して！ "Stakeout Takeout"                                   | 117                  | 2015年6月7日   |
| 15 | 番犬VSのぞきの達人 "The Neighborhood Watchdogs"                     | 122                  | 2015年6月14日  |
| 16 | 大統領の命令？ "First Friend"                                       | 125                  | 2015年6月26日  |
| 17 | ケイシー危機一髪 part1 "Operation: Other Side, Part 1"              | 114                  | 2015年7月12日  |
| 18 | ケイシー危機一髪 part2 "Operation: Other Side, Part 2"              | 115                  | 2015年7月19日  |
| 19 | スパイの家族旅行 "K.C. and the Vanishing Lady"                      | 119                  | 2015年7月26日  |
| 20 | 社交界デビュー？ "Debutante Baller"                                 | 113                  | 2015年8月9日   |
| 21 | 男になったケイシー "K.C.'s the Man"                                 | 127                  | 2015年8月16日  |
| 22 | ジュディの誕生日 part1 "Runaway Robot"                              | 120                  | 2015年9月7日   |
| 23 | ジュディの誕生日 part2 "Runaway Robot"                              | 121                  | 2015年9月7日   |
| 24 | ハロウィーンの夜に "All Howl's Eve"                                 | 123                  | 2015年10月4日  |
| 25 | 仲よしTシャツ "The Get Along Vault"                                 | 126                  | 2015年10月18日 |
| 26 | ママは国家の敵 "Enemy of the State"                                 | 124                  | 2015年11月8日  |
| 27 | 最高のクリスマス・プレゼント " 'Twas the Fight Before Christmas"    | 116                  | 2015年12月6日  |
| 28 | ケイシー抹殺計画 part1 "K.C. and Brett: The Final Chapter – Part 1" | 128                  | 2016年1月17日  |
| 29 | ケイシー抹殺計画 part2 "K.C. and Brett: The Final Chapter – Part 2" | 129                  | 2016年1月24日  |

### シーズン2
| #      | タイトル                                                            | プロダクションコード | 全米初放送日   |
| ------ | ------------------------------------------------------------------- | -------------------- | -------------- |
| 1(30)  | クーパー家復活！ part1 "Coopers Reactivated!"                       | 201                  | 2016年3月6日   |
| 2(31)  | クーパー家復活！ part2 "Coopers Reactivated!"                       | 202                  | 2016年3月6日   |
| 3(32)  | 秘密を知りたい？ "Do You Want to Know a Secret?"                    | 203                  | 2016年3月13日  |
| 4(33)  | ケイシーの反抗 "Rebel with a Cuz"                                   | 204                  | 2015年3月20日  |
| 5(34)  | ママの極秘任務 "The Mother of All Missions"                         | 205                  | 2016年4月10日  |
| 6(35)  | 仕組まれた事故 "Accidents Will Happen"                              | 206                  | 2016年4月17日  |
| 7(36)  | 洗脳 "Brainwashed"                                                  | 207                  | 2016年4月24日  |
| 8(37)  | 真実の痛み "The Truth Hurts"                                        | 208                  | 2016年5月8日   |
| 9(38)  | リーダーになったアーニー "Down in the Dumps"                        | 209                  | 2016年5月15日  |
| 10(39) | 踊ってケイシー！ "Dance Like No One's Watching"                     | 210                  | 2016年5月22日  |
| 11(40) | 恋愛エキスパート "The Love Jinx"                                    | 211                  | 2016年6月19日  |
| 12(41) | 最年少のシニア・ジュニア・スペシャル・エージェント "K.C. Levels Up" | 212                  | 2016年7月10日  |
| 13(42) | 賞金稼ぎとハッカーと私 "Catch Him If You Can                        | 213                  | 2016年7月17日  |
| 14(43) | エージェント・デクスター "Sup, Dawg?"                               | 216                  | 2016年7月24日  |
| 15(44) | 運命の綱渡り part1 "Tightrope of Doom"                              | 219                  | 2016年8月7日   |
| 16(45) | 運命の綱渡り part2 "Tightrope of Doom"                              | 220                  | 2016年8月7日   |
| 17(46) | クレオ・ブラウンの伝説 "The Legend of Bad, Bad Cleo Brown"          | 221                  | 2016年8月14日  |
| 18(47) | オーギー賞授賞式 "Spy of the Year Awards"                           | 218                  | 2016年9月11日  |
| 19(48) | 謎の組織を追え part1 "In Too Deep"                                  | 214                  | 2016年9月18日  |
| 20(49) | 謎の組織を追え part2 "In Too Deep, Part 2"                          | 215                  | 2016年9月25日  |
| 21(50) | バーチャルの世界へようこそ "Virtual Insanity"                       | 223                  | 2016年10月2日  |
| 22(51) | 私がいちばん "Undercover Mother"                                    | 222                  | 2016年11月6日  |
| 23(52) | モグラは誰だ？ "Trust No One"                                       | 217                  | 2016年11月13日 |
| 24(53) | クリスマスブルー "Holly Holly Not So Jolly"                         | 224                  | 2016年12月4日  |
| 25(54) | 衝突の予兆 "Collision Course"                                       | 225                  | 2017年1月6日   |
| 26(55) | 宿命の対決 "Family Feud"                                            | 226                  | 2017年1月13日  |

### シーズン3
| #      | タイトル                                              | プロダクションコード | 全米初放送日   |
| ------ | ----------------------------------------------------- | -------------------- | -------------- |
| 1(56)  | クーパー家 逃亡中 part1 "Coopers on the Run"          | 301                  | 2017年7月7日   |
| 2(57)  | クーパー家 逃亡中 part2 "Coopers on the Run"          | 302                  | 2017年7月7日   |
| 3(58)  | ジャングルへようこそ "Welcome to the Jungle"          | 303                  | 2017年7月14日  |
| 4(59)  | クーパー家の逆襲 "Out of the Water and into the Fire" | 304                  | 2017年7月14日  |
| 5(60)  | 将来の選択 "Web of Lies"                              | 305                  | 2017年7月28日  |
| 6(61)  | 親友がほしい "Teen Drama"                             | 306                  | 2017年8月4日   |
| 7(62)  | 建設現場に潜入 "K.C. Under Construction"              | 307                  | 2017年8月11日  |
| 8(63)  | ストーム・メイカー "The Storm Maker"                  | 308                  | 2017年8月18日  |
| 9(64)  | ジリチウムを奪え "Keep on Truckin' "                  | 309                  | 2017年8月25日  |
| 10(65) | ついに現れたオルタネート "Unmasking the Enemy"        | 310                  | 2017年11月3日  |
| 11(66) | 暴かれた真実 "The Truth Will Set You Free"            | 311                  | 2017年11月10日 |
| 12(67) | 嵐がやってきた "Stormy Weather"                       | 312                  | 2017年11月17日 |
| 13(68) | 記録消去！ "Deleted!"                                 | 315                  | 2017年11月24日 |
| 14(69) | セカンドチャンス "Second Chances"                     | 313                  | 2018年1月15日  |
| 15(70) | 後方支援の逆襲 "Revenge of the Van People"            | 314                  | 2018年1月16日  |
| 16(71) | おじいちゃんのフィアンセ "The Gammy Files"            | 319                  | 2018年1月17日  |
| 17(72) | 2度目のファースト・キス "Take Me Out"                 | 316                  | 2018年1月18日  |
| 18(73) | ドラムを叩こう！ "Twin It to Win It"                  | 317                  | 2018年1月22日  |
| 19(74) | ティーン・スパイ カサンドラ "Cassandra Undercover"    | 318                  | 2018年1月23日  |
| 20(75) | コンビニ強盗ケイシー "K.C. Times Three"               | 320                  | 2018年1月24日  |
| 21(76) | ドミノ作戦 part1 "The Domino Effect"                  | 321                  | 2018年1月29日  |
| 22(77) | ドミノ作戦 part2 "Domino 2: Barbecued"                | 322                  | 2018年1月30日  |
| 23(78) | ドミノ作戦 part3 "Domino 3: Buggin' Out"              | 323                  | 2018年1月31日  |
| 24(79) | ドミノ作戦 part4 "Domino 4: The Mask"                 | 324                  | 2018年2月1日   |
| 25(80) | 最後の任務 part1 "K.C. Undercover: The Final Chapter" | 325                  | 2018年2月2日   |
| 26(81) | 最後の任務 part2 "K.C. Undercover: The Final Chapter" | 326                  | 2018年2月2日   |

## 主題歌
オープニング「Keep It Undercover（キープ・イット・アンダーカバー）」
歌 - ゼンデイヤ

## スタッフ
- 監督 - ロブ・ロッタースタイン、ジャレッド・ホフマン
- プロデューサー - ビック・カプラン
- 製作 - ロブ・ロッタースタイン・プロダクション、イッツ・ア・ラーフ・プロダクション
- 配給 - ディズニー

日本語版製作スタッフ
- 翻訳 - 春山陽子
- 演出 - 工藤美樹
- 音声 - 中西一仁
- プロデューサー - 別府憲治
- 製作統括[6] - 古川均、大津山潮
- 録音製作 - HALF H・P STUDIO

## 放送日程
ディズニーチャンネル
- 2015年1月18日 - 2018年2月2日（アメリカ)
- 2015年5月30日 - 2018年9月24日（日本）

NHK Eテレ
水曜日19:25 - 19:50
- 2016年4月6日 - 10月19日
- 2016年10月26日 - 11月30日（セレクション放送）

Dlife
土曜日 16:30-17:00
- 2017年6月3日 - 2019年8月24日
（2019年2月9日までは土・日曜放送）
（2019年3月10日までは17:00から放送）

火曜~木曜日18:30-19:00
- 2019年1月23日-2019年7月30日